# Азаново (Медведевський район)
Аза́ново (рос. Азаново, марій. Азаново) — село у складі Медведевського району Марій Ел, Росія. Адміністративний центр Азановського сільського поселення.

## Населення
Населення — 1764 особи (2010; 1777 у 2002).
Національний склад (станом на 2002 рік):
- лучні марійці — 72 %